# Stephen Donnelly
Stephen Donnelly (ur. 14 grudnia 1975 w Delgany) – irlandzki polityk i konsultant, deputowany, w latach 2020–2025 minister zdrowia.

## Życiorys
Absolwent inżynierii mechanicznej na University College Dublin. Kształcił się następnie w Massachusetts Institute of Technology, uzyskał magisterium z administracji publicznej i rozwoju międzynarodowego w John F. Kennedy School of Government w ramach Uniwersytetu Harvarda. Pracował w różnych przedsiębiorstwach, m.in. jako menedżer projektów. Był też analitykiem w firmie konsultingowej McKinsey & Company.
W 2011 po raz pierwszy został wybrany do Dáil Éireann, kandydował jako niezależny w okręgu obejmującym hrabstwo Wicklow. W 2015 współtworzył ugrupowanie Socjaldemokraci, został jednym z jego trzech liderów. W 2016 z powodzeniem z ramienia tej partii ubiegał się o poselską reelekcję. Jeszcze w tym samym roku opuścił Socjaldemokratów, a w 2017 dołączył do Fianna Fáil. Jako kandydat FF w 2020 ponownie uzyskał mandat deputowanego do niższej izby irlandzkiego parlamentu.
W czerwcu 2020 objął stanowisko ministra zdrowia w rządzie Micheála Martina. Pozostał na tej funkcji w grudniu 2022, gdy na czele gabinetu zgodnie z porozumieniem koalicyjnym stanął Leo Varadkar. Utrzymał ją również w utworzonym w kwietniu 2024 gabinecie Simona Harrisa. Zakończył urzędowanie w styczniu 2025.